# Katrina Lehisová
Katrina Lehisová (* 19. prosince 1994 Haapsalu) je estonská sportovní šermířka. Šermu kordem se věnuje od roku 2004. Je členkou Vehklemisklubi Le Glaive v Tallinnu a jejím trenérem je Nikolaj Novosjolov. Měří 186 cm a šermuje levou rukou.
Na mistrovství světa juniorů v šermu skončila v letech 2012 a 2013 třetí a v roce 2014 zvítězila. Byla vyhlášena nejlepší mladou estonskou sportovkyní roku 2014. V roce 2015 získala s estonským družstvem kordistek stříbrnou medaili na mistrovství Evropy v šermu i na Evropských hrách. V roce 2018 se stala mistryní Evropy mezi jednotlivkyněmi. V únoru 2020 vyhrála turnaj Světového poháru v Barceloně. Na LOH 2020 v Tokiu získala zlatou medaili v soutěži družstev a bronzovou v individuální soutěži.
V roce 2021 byla zvolena estonskou ženou roku, o rok později jí byl udělen Řád bílé hvězdy. S životním partnerem Harri Uutarem má syna Henriho.